# リチャード・バード (陸上選手)
リチャード・バード（Richard "Dick" Leslie Byrd、1892年5月16日 – 1953年6月）は、アメリカ合衆国の陸上競技選手及び野球選手である。彼は、1912年に開催されたストックホルムオリンピックの円盤投で銀メダルを獲得した。

## 経歴
バードは、ストックホルムオリンピックで4つの陸上競技種目に出場している。そのうち、7月12日に実施された円盤投では、同じくアメリカ代表で当時の世界記録保持者だったジェームズ・ダンカンの成績をわずかに上回ったものの、フィンランド代表のアルマス・タイパレに3メートル近い大差で敗れて銀メダリストとなった。
その他に出場した立ち高飛び、立ち幅跳び、円盤投（両手投げ） では、いずれもメダル獲得はならなかった。
なお、彼はこのオリンピックで公開競技として行われた野球競技にも、アメリカ合衆国代表として出場している。
その後アメリカ海軍で海兵隊の大尉となり、1919年にパリで開催された大会では円盤投で優勝した。同年には、AAU主催大会でも円盤投で2位の成績を収めた。

## オリンピックでの成績
| 年   | 大会                       | 場所                           | 種目               | 結果    | 記録                      |
| ---- | -------------------------- | ------------------------------ | ------------------ | ------- | ------------------------- |
| 1912 | ストックホルムオリンピック | ストックホルム（スウェーデン） | 立ち高跳び         | 4位タイ | 1.50m                     |
| 1912 | ストックホルムオリンピック | ストックホルム（スウェーデン） | 立ち幅跳び         | 8位     | 3.12m                     |
| 1912 | ストックホルムオリンピック | ストックホルム（スウェーデン） | 円盤投             | 2位     | 42.32m                    |
| 1912 | ストックホルムオリンピック | ストックホルム（スウェーデン） | 円盤投（両手投げ） | 17位    | 右手：40.10m 左手：22.22m |